# Старый Колутон
Ста́рый Колуто́н (каз. Ескi Қалқұтан) — село в Астраханском районе Акмолинской области Казахстана. Административный центр Староколутонского сельского округа. Код КАТО — 113655100.

## География
Село расположено на берегу реки Колутон, в северо-западной части района, на расстоянии примерно 36 километров (по прямой) к северо-западу от административного центра района — села Астраханка.
Абсолютная высота — 288 метров над уровнем моря.
Ближайшие населённые пункты: село Енбек — на юго-востоке, село Косколь — на северо-западе, станция Колутон — на юго-западе.
Севернее села проходит автомобильная дорога республиканского значения — М-36 «Граница РФ (на Екатеринбург) — Алматы, через Костанай, Нур-Султан, Караганда», южнее — Южно-Сибирская железнодорожная магистраль. 

## История
Первоначально село было образовано как русское поселение «Старо-Колутонское» в 1879 году, в составе Мариинской волости Атбасарского уезда Акмолинской области. Дворов в поселении было — 25. Число наличных душ — 206 (мужчин — 109, женщин — 97). На 1 двор приходилось 113,2 десятин, на мужчину — 26,0, на 1 душу обоего пола — 13,7.

## Население
В 1999 году население села составляло 1043 человека (499 мужчин и 544 женщины). По данным переписи 2009 года, в селе проживали 864 человека (400 мужчин и 464 женщины).
| Численность населения | Численность населения | Численность населения |
| 1989                  | 1999                  | 2009                  |
| --------------------- | --------------------- | --------------------- |
| 1264                  | ↘1043                 | ↘864                  |

## Улицы[5]
- ул. Абая Кунанбаева
- ул. Аль-Фараби
- ул. Балуана Шолака
- ул. Бауыржана Момышулы
- ул. Богенбай батыра
- ул. Динмухаммеда Кунаева
- ул. Жамбыла Жабаева
- ул. Желтоксан
- ул. Женис
- ул. Кенесары